# كاسافيخا
بلدية كاسافيخا (بالإسبانية: Casavieja) هي بلدية تقع في مقاطعة آبلة التابعة لمنطقة قشتالة وليون وسط إسبانيا.

## الديموغرافيا
يبلغ عدد سكان بلدية كاسافيخا 1.574 نسمة عام 2011 (وفقاً للمعهد الوطني للإحصاء الإسباني).
| 1.679 | 1.605 | 1.564 | 1.496 | 1.615 | 1.599 | 1.574 |

## أعلام
- خوسيه مانويل مارتين